# 남성로 (부여군)
남성로 (Namseong-ro)는 충청남도 부여군 남면 홍산교차로 에서 충청남도 부여군 임천면을 잇는 도로이다.

## 주요 경유지
충청남도
- 부여군 (남면 . 장암면 . 임천면)

## 노선
| 이름        | 접속 노선                        | 소재지 | 소재지 | 비고 |
| ----------- | -------------------------------- | ------ | ------ | ---- |
| 홍산 교차로 | 국도 제4호선 (대백제로)          | 부여군 | 남면   |      |
| 삽교        |                                  | 부여군 | 남면   |      |
| 송암 교차로 | 지방도 제723호선 (구룡로) 만세로 | 부여군 | 남면   |      |
| 정곡교      |                                  | 부여군 | 남면   |      |
| 안장고개    |                                  | 부여군 | 장암면 |      |
| (이름없음)  | 국도 제29호선 (충절로)           | 부여군 | 임천면 |      |

## 주요 건물및 시설
- 남면행정복지센터 (남성로 422/회동리 634-2)
- 남면보건지소 (남성로 422/회동리 634-2)
- 부여남면우체국 (남성로 430/회동리 342-2)
- 농협 서부여농협주유소 남면지점 (남성로 434/회동리 343-2)
- 농협 서부여농협 남면지점 (남성로 435/회동리 1-1)